# Belagerung von Lübeck
Die Belagerung von Lübeck im Sommer 1147 war Teil eines Feldzuges der Abodriten unter ihrem Fürsten Niklot in Wagrien, in dessen Verlauf Stadt und Hafen vollständig zerstört wurden, während die etwas abseits der Stadt gelegene Burg die Belagerung überstand.

## Hintergrund
Die umfangreichen Vorbereitungen zum Wendenkreuzzug während des Frühjahrs 1147 waren Niklot nicht verborgen geblieben. Um dem Einfall des sächsisch-deutschen Kreuzfahrerheers in sein Territorium zuvorzukommen, entschloss er sich zu einem Erstschlag. Seine Absicht hierbei war, durch offensives Handeln die feindlichen Truppen aus dem eigenen Land fernzuhalten und das Gebiet seiner Gegner zum Kriegsschauplatz zu machen. Ziel war, zunächst den strategisch wichtigen Vorposten Lübeck, der sich im Besitz Graf Adolfs von Holstein befand, einzunehmen und dann durch ganz Wagrien weiter vorzustoßen.
Niklot ließ zu diesem Zweck unter Geheimhaltung eine Kriegsflotte und ein Heer versammeln, die im Juni 1147 einsatzbereit waren.

## Verlauf des Angriffs
Die abodritische Flotte landete zunächst an der Mündung der Trave in die Ostsee, von wo Niklot einen Boten nach Segeberg an Graf Adolf sandte. Obwohl der Graf aus Loyalität zu den sächsischen Fürsten auf Seite seiner Gegner stand, fühlte Niklot sich ihm weiterhin persönlich verbunden und hatte ihm versprochen, ihn vor Angriffen auf seine Siedlungen eine Warnung zukommen zu lassen; allerdings war Adolf abwesend und erhielt die Botschaft nicht.
Nachdem Niklot sein Versprechen erfüllt hatte, fuhr die slawische Kriegsflotte am frühen Morgen des 26. Juni 1147 weiter traveaufwärts. Die Besatzung der Lübecker Burg an der Nordspitze der heutigen Altstadtinsel bemerkte das Herannahen der feindlichen Schiffe und versuchte, die Bewohner der beiden damals noch räumlich getrennten, unbefestigten Zivilsiedlungen (am Traveufer sowie im Bereich des heutigen Markts) zu alarmieren. Es gelang aber nicht, den Lübeckern den Ernst der Lage zu vermitteln und sie in Verteidigungsbereitschaft zu versetzen; sie feierten der sagenhaften Überlieferung zufolge stattdessen sorglos das Fest der Märtyrer Johannes und Paulus mit einem ausgelassenen Trinkgelage und wurden von Niklot und seinen Männern im Schlaf überrumpelt.
Weil die Bewohner nicht reagierten, konnte Niklot seine Truppen anlanden, ohne auf Widerstand zu treffen. Die Abodriten umzingelten die beiden Siedlungen und setzten beim folgenden Angriff die mit Handelswaren beladenen Schiffe, die am Traveufer lagen, mit Brandgeschossen in Flammen. Helmold berichtet von über dreihundert Toten unter der Bevölkerung. Als einziges Opfer des Angriffs namentlich bekannt ist der Priester und Mönch Rudolf (auch: Ludolf), der Onkel Vizelins, der bei dem Versuch, sich in die Burg zu flüchten, von Niklots Kriegern getötet wurde.
Nach dem erfolgreichen Angriff auf die Zivilsiedlungen begannen die Abodriten die Belagerung der Lübecker Burg, während zugleich zwei Streifscharen von Reiterei die weitere Umgebung bis nach Högersdorf verheerten und dabei auch die Siedlung unterhalb der Burg von Segeberg zerstörten.
Die Belagerung dauerte zwei Tage, doch trotz großer Anstrengungen und heftiger Kämpfe gelang die Einnahme der Burg nicht, so dass Niklot sich schließlich zurückziehen musste. Das militärische Ziel der Einnahme des wichtigen Vorpostens an der Trave war nicht geglückt, und zudem diente der slawische Präventivschlag nunmehr als Rechtfertigung für den Wendenkreuzzug.

## Schlacht bei der Neilad
Die Belagerung Lübecks fand ihren Niederschlag in der lokalen Sage, aufgezeichnet im 16. Jahrhundert von Heinrich Rehbein und 1852 von Ernst Deecke in seinem Werk Lübische Geschichten und Sagen unter dem Titel Die rasenden Weiber. Der Sage zufolge ergriffen die Frauen der Stadt, aufgebracht durch die Erfolglosigkeit und Verzagtheit ihrer Männer im Kampf gegen die Krieger Niklots, alle erreichbaren Waffen und unternahmen selbst einen Ausfall durch das Burgtor gegen die auf dem Burgfeld liegenden Feinde. Die Abodriten glaubten, frischen neuen Truppen gegenüberzustehen, verloren den Mut und flüchteten sich auf ihre Schiffe, wodurch die Belagerung gebrochen wurde. Der Erzählung nach erhielt der Ort, an dem der Ausfall der Frauen den Kampf entschied, den Namen Neilad, also Nähkästchen.
Zwar erfasst die Sage den historischen Anlass für den Angriff richtig, aber die Details sind phantasievoll ausgeschmückt und umgedeutet worden. Der Ausfall der Frauen selbst ist historisch nicht bezeugt, und angeblich soll sich unter der reichen Kriegsbeute, die den Lübeckern mit den zurückgelassenen Besitztümern der Angreifer in die Hände fielen, auch der ganz von lauterem Gold gegossene Abgott Temiel befunden haben. Auch ist als Grund für die Trunkenheit der Lübecker der Johannistrunk des Vortags angegeben; das allerdings basiert auf einer Verwechslung, denn laut Helmold von Bosau handelte es sich nicht um den mit Festen begangenen Johannistag, sondern um den Gedenktag der Märtyrer Johannes und Paulus, an dem keine Feierlichkeiten mit reichlichem Alkoholgenuss üblich sind. Im Unterschied zu diesen Abweichungen von den historischen Geschehnissen hinterließ die Sage ihre Spuren in der Realität, da noch Mitte des 19. Jahrhunderts ein Teil des Burgfelds, auf dem sich das Geschehen angeblich abgespielt hat, als Neilad bekannt war.